# نظریه رسته‌ها

نمایش شماتیکی از یک رسته با اشیاء و ریخت‌های (ریخت‌های همانی این رسته و هستند، اگر بخواهیم ریخت‌های همانی را در شکل نمایش بدهیم، به ترتیب به صورت پیکان‌هایی از اشیا به خودشان خواهند بود).

نظریه رسته‌ها (به انگلیسی: Category Theory) ساختارهای ریاضیاتی و مفاهیم مربوطه را با گراف جهت‌داری به نام رسته به صورت صوری درمی‌آورد که گره‌های (رأس‌های گراف) آن را اشیاء گویند و یال‌های جهت‌دار آن را پیکان‌ها (یا مورفیسم یا ریخت) گویند. یک رسته دارای دو خصیصه است: ترکیب پیکان‌ها دارای خاصیت شرکت‌پذیری بوده، و برای هر شیء یک پیکان همانی وجود دارد. زبان نظریهٔ رسته‌ها برای صوری‌سازی مفاهیمی در سطح تجرید بالا چون مجموعه‌ها، حلقه‌ها و گروه‌ها مورد استفاده قرار گرفته‌است. به زبان معمولی، نظریه رسته‌ها نظریهٔ عمومی توابع است.
اصطلاحاتی که در نظریه رسته‌ها استفاده شده‌اند، مثل «مورفیسم» (یا ریخت)، در نظریهٔ رسته‌ها معنای متفاوتی با بقیهٔ ریاضیات دارند. در نظریهٔ رسته‌ها ریخت‌ها از شرایط خاص نظریهٔ رسته‌ها تبعیت می‌کنند.
ساموئل آیلنبرگ و ساندرز مک لین مفاهیم رسته‌ها، تابعگون‌ها و تبدیلات طبیعی را در فاصله سال‌های ۱۹۴۲–۱۹۴۵ در مطالعاتشان بر روی توپولوژی جبری، به هدف فهم فرآیندهایی که ساختارهای ریاضیاتی را حفظ می‌کنند، معرفی کردند.
نظریهٔ رسته‌ها کاربردهای عملی در نظریه زبان‌های برنامه‌نویسی نیز دارد، به عنوان مثال استفاده از روندها در برنامه‌نویسی تابعی. همچنین این نظریه را می‌توان به عنوان زیربنای اصول موضوعه‌ای برای خود ریاضیات، به جای نظریه مجموعه‌ها و دیگر بنیان‌های پیشنهاد شده، مورد استفاده قرار داد.

## مفاهیم اساسی
رسته‌ها، تجریدی از دیگر مفاهیم ریاضیاتی را نمایش می‌دهند. بسیاری از زمینه‌های ریاضیات را می‌توان با نظریهٔ رسته‌ها صوری‌سازی کرده و به صورت یک رسته درآورد. ازین رو نظریهٔ رسته‌ها در این شاخه‌ها از تجرید استفاده کرده و امکان بیان و اثبات بسیاری از نتایج بغرنج و دقیق ریاضیاتی را به زبان ساده‌تر فراهم می‌آورد.
یک مثال ابتدایی از یک رسته، رسته مجموعه‌ها است، که اشیاء آن مجموعه‌ها، و ریخت‌های آن توابع از یک مجموعه به مجموعه‌ای دیگر اند. اگرچه در حالت کلی ضرورتی ندارد، اشیاء یک رسته، مجموعه باشند و نیز ضرورتی ندارد ریخت‌ها که تابع باشند. هر روشی از صوری‌سازی یک مفهوم ریاضی که شرایط ابتدایی حاکم بر اشیاء و ریخت‌ها را برآورده کند، یک رسته مشروع است و تمامی نتایج نظریه رسته‌ها برای آن برقرار خواهد بود.
«ریخت» های نظریهٔ رسته‌ها یا غالباً فرآیندی را نشان می‌دهند که دو شیء را به هم متصل می‌کند، یا در بسیاری از موارد، یک تبدیل «حافظ ساختار» را نشان می‌دهند که دو شیء را به هم وصل می‌کند. اگرچه، موارد بسیاری هست که مفاهیم بسیار انتزاعی‌تری را با ریخت‌ها و اشیاء نشان می‌دهند. مهم‌ترین خاصیت ریخت‌ها این است که می‌توانند «ترکیب» شوند، یا به عبارتی، در یک دنباله‌ای چیده شوند که ریخت جدیدی را به وجود بیاورند.

## کاربردهای رسته‌ها
اکنون رسته‌ها در بسیاری از شاخه‌های ریاضیات کاربرد پیدا کرده‌اند، همچنین در برخی از شاخه‌های علوم کامپیوتر و فیزیک نظری هم کاربرد دارند، مثل برخی از شاخه‌های علوم کامپیوتر نظری که در آن می‌توان رسته‌ها را به انواع یا الگوهای بانک اطلاعات نظیر کرد، و در فیزیک نظری می‌توان به عنوان مثال فضاهای برداری را با استفاده از رسته‌ها توصیف کرد. احتمالاً اولین کاربرد نظریه رسته‌ها خارج از ریاضیات محض، مدل «ترمیم متابولیسمی» موجودات زنده خودمختار بود که توسط رابرت روزن ارائه گشت.

## ابزار

### رسته‌ها،اشیاءوریخت‌ها
مطالعه رسته‌ها، تلاشی برای این است که آنچه در انواع مختلف ساختارهای ریاضی قابل دریافت است را توسط ارتباط دادن آن‌ها با توابع ساختار-نگهدار بین آن‌ها و به صورت اصل موضوعه‌ای نشان دهد. بنابر این، مطالعه نظام مند نظریه رسته‌ها، به ما این اجازه را می‌دهد که نتایجی کلی راجع به هریک از این ساختارهای ریاضیاتی را با استفاده از اصول موضوعه نظریه رسته‌ها به اثبات برسانیم.
مثال زیر را در نظر بگیرید. کلاس Grp از گروه‌ها، متشکل از تمام اشیاء دارای یک «ساختار گروهی» است. می‌توان با استنتاج از مجموعه‌ای از اصول موضوعه، قضایایی راجع به گروه‌ها را ثابت کرد. برای مثال، می‌توان با استفاده از اصول موضوعه، بلافاصله ثابت کرد که گروه همانی، منحصر بفرد است.
به جای تمرکز صرف بر روی اشیاء منفرد (به عنوان مثال گروه‌های) دارای یک ساختار داده شده، نظریه رسته‌ها بر پیکان (ریخت)ها - نگاشت‌های حافظ ساختار - بین این اشیاء تمرکز می‌کنند؛ با مطالعه این پیکان‌ها، قادر خواهیم بود در مورد ساختار اشیاء بیشتر بدانیم. در مورد گروه‌ها، ریخت‌ها همان همریختی‌های گروهی هستند. یک همریختی گروهی بین دو گروه، به معنایی دقیق «ساختار گروه را حفظ می‌کند» - این یک «فرایند» است که طی آن یک گروه به گروهی دیگر برده می‌شود، به نحوی که اطلاعات مربوط به گروه نخست را با خود به دومی حمل می‌کند. بنابر این، مطالعهٔ همریختی‌های گروهی، ابزاری را برای مطالعهٔ ویژگی‌های عمومی گروه‌ها و استنتاجات مبتنی بر اصول موضوعهٔ گروه‌ها فراهم می‌کند.
گونهٔ مشابه‌ای از بررسی‌ها در بسیاری از نظریه‌های ریاضی از قبیل مطالعه نگاشت‌های پیوسته (پیکان‌ها) ی بین فضاهای توپولوژیکی در توپولوژی (که رسته متناظر را با Top نشان می‌دهند)، و مطالعهٔ توابع هموار (پیکان‌ها) در نظریهٔ خمینه‌ها رخ می‌دهد.
با این حال، اینطور نیست که همهٔ رسته‌ها شامل «توابع (مجموعه‌ای) حافظ ساختار» باشند؛ یک نمونهٔ استاندارد، رسته هموتوپی‌های بین فضاهای توپولوژیک نقطه‌ای است.
اگر به جای توابع، رابطه‌ها را اصول موضوعه‌سازی کنیم، نظریه ی تمثیلات بدست می‌آید.

### تابعگون‌ها
تابعگون‌ها نگاشت‌های حافظ ساختار بین رسته‌ها می‌باشند. آن‌ها را می‌توان به عنوان ریخت‌هایی در رسته تمام رسته‌های (کوچک) تصور کرد.
یک تابعگون (هموردا) {\displaystyle F} از رسته‌ای چون {\displaystyle C} به رسته‌ای چون {\displaystyle D} به صورت {\displaystyle F\colon C\rightarrow D} نوشته شده و شامل موارد زیر است:
- برای هر شیء {\displaystyle x} در {\displaystyle C}، یک شیء {\displaystyle F(x)} در {\displaystyle D}
- برای هر ریخت {\displaystyle f\colon x\rightarrow y} در {\displaystyle C}، یک ریخت {\displaystyle F(f)\colon F(x)\rightarrow F(y)} در {\displaystyle D}

چنان‌که دو خاصیت زیر برقرار باشند:
- برای هر شیء {\displaystyle x} در {\displaystyle C} داریم {\displaystyle F(1_{x})=1_{F}(x)}
- برای تمام ریخت‌های {\displaystyle f\colon x\rightarrow y} و {\displaystyle g\colon y\rightarrow z} داریم {\displaystyle F(g\circ f)=F(g)\circ F(f)}

یک تابعگون پادوردا مثل {\displaystyle F\colon C\rightarrow D} مانند تابعگون همورداست، به جز این که تابعگون پادوردا "جهت ریخت‌ها را برمی‌گرداند" ("تمام پیکان‌ها را برعکس می‌کند"). به‌طور خاص تر، هر ریخت {\displaystyle f\colon x\rightarrow y} در {\displaystyle C} را باید به ریخت {\displaystyle F(f)\colon F(y)\rightarrow F(x)} در {\displaystyle D} نسبت داد. به زبان دیگر، یک تابعگون هموردا به عنوان تابعگون هموردا از رسته متضاد {\displaystyle C^{op}} به {\displaystyle D} عمل می‌کند.

### تبدیلات طبیعی
با مجردسازی دوباره، برخی ساختارهای نموداری و/یا ساختارهای دنباله‌ای اغلب «به‌طور طبیعی مرتبط اند» – یک مفهوم مبهم در نگاه اول. این مسئله، منجر به مفهوم روشنگر تبدیل طبیعی می‌گردد؛ راهی برای «تصویر کردن» یکی تابعگون به تابعگونی دیگر. بسیاری از ساختارهای مهم در ریاضیات را می‌توان در این بافت مورد مطالعه قرار. «طبیعی بودن» یک اصل، مانند هموردایی عام در فیزیک است که عمیق‌تر از آنچه در ابتدا به نظر می‌رسد به پیش می‌رود. یک پیکان (ریخت) بین دو تابعگون، زمانی که بحث طبیعی بودن یا شرایط جا به جایی خاصی است، یک تحول طبیعی است.
تابعگون‌ها و تحولات طبیعی ('طبیعی بودن') مفاهیم کلیدی در نظریه رده‌ها هستند.